# Scream for Me Brazil
Scream for Me Brazil – prawie 70-minutowa płyta nagrana podczas koncertu Bruce’a Dickinsona w São Paulo w 1999 roku.
Są to najlepsze utwory powybierane z kilku solowych płyt Bruce'a.
Po sukcesie w USA i w Ameryce Łacińskiej, Bruce Dickinson postanowił wyruszyć na tour do Japonii. Zainteresowanie koncertem Bruce'a było tak ogromne, że zdecydował się wydać japońską wersję „Scream for me Brazil”.

## Lista utworów
1. "Trumpets of Jericho"
2. "King in Crimson"
3. "Chemical Wedding"
4. "Gates of Urizen "
5. "Killing Floor"
6. "Book of Thel"
7. "Tears of the Dragon"
8. "Laughing in the Hiding Bush"
9. "Accident of Birth"
10. "The Tower"
11. "Darkside of Aquarius"
12. "Road to Hell"

## Twórcy
- Bruce Dickinson – kompozytor, wokal
- Adrian Smith – kompozytor, gitarzysta
- Stan Katayama – inżynier
- Roy Z – kompozytor, producent, inżynier
- Marcello Rossi – fotograf
- Paul Agar – designer
- Edward Casillas – kompozytor
- Austin Dickinson – kompozytor
- David Ingraham – kompozytor, perkusista